# Aristodemos van Cumae
Aristodemus, een tijdgenoot van de Romeinse koning Tarquinius Superbus, was tiran van de stad Cumae (in Campania, Magna Graecia). Onze belangrijkste bron over zijn leven is het werk van Dionysius van Halicarnassus.
Aristodemus, zoon van Aristocrates, behoorde tot een voorname familie in zijn stad. Hij redde ca. 524 v.Chr. Cumae tegen een coalitie van Etrusken, Umbriërs en Dauniërs, en versloeg in 505 de Etrusken onder Arruns, de zoon van Porsenna, nabij Aricia.
Niet alleen door zijn dapperheid maar ook door zijn demagogische en populistische aanleg wist hij de gunst van het volk te winnen. Hij beloofde landverdelingen en schuldendelging indien hij aan de macht zou komen. Op die manier kreeg hij het dan ook gedaan dat vele aristocraten in Cumae werden ter dood gebracht of althans verbannen uit de stad, waarna hij zich in 502 v.Chr., met de steun van het leger en het volk, uitriep tot tiran. Om zijn geüsurpeerde machtspositie te consolideren, liet hij zich omringen door een geduchte lijfwacht, aangeworven met het van de aristocraten geconfisqueerde vermogen, en organiseerde hij de ontwapening van de bevolking. Verder liet hij de mannelijke afstammelingen van de verbannen of gedode aristocraten uit de stad verwijderen en dwong hen tot het verrichten van slavenarbeid op het platteland, terwijl hij anderzijds vrijgelaten slaven die hem gesteund hadden liet opnemen in de burgerij. Bovendien werd heel de jongere generatie volgens decadente en verwekelijkende principes opgevoed, hetgeen hem mogelijk de bijnaam Μαλακός / Malakos, d.i. de "Zachtaardige" (of "Verwijfde") opleverde.
Door deze politiek bleef hij vele jaren aan de macht in Cumae. Na zijn verdrijving uit Rome zou koning Tarquinius Superbus bij hem onderdak hebben gevonden en in Cumae zijn gestorven (volgens Livius, AUC III 21). Dat heeft hem volgens Plutarchus niet belet om de Romeinen te steunen tegen de Etrusken, die de troon van de Tarquinii wilden herstellen.
Rond 490 v.Chr. wisten de verbannen aristocraten en hun zonen zich te organiseren en, met de steun van Campaniërs en huurlingen, een troepenmacht te vormen waarmee zij Aristodemus ten val brachten. Zij namen op bloeddorstige wijze wraak en vermoordden hem en zijn hele huis. Als we Plutarchus mogen geloven hielp zijn vrouw Xenokrita mee bij de moord.